# Karaçaygöleti, Saraydüzü
Karaçaygöleti là một xã thuộc huyện Saraydüzü, tỉnh Sinop, Thổ Nhĩ Kỳ. Dân số thời điểm năm 2011 là 87 người.